# Xanthorhoe stenotaenia
Xanthorhoe stenotaenia là một loài bướm đêm trong họ Geometridae.